# Вардаи, Иштван
И́штван Ва́рдаи (венг. Várdai István; род. 12 ноября 1985, Печ) — венгерский виолончелист.
С 1997 года занимался под руководством Ласло Мезо в школе одарённых детей при будапештской Музыкальной академии Ференца Листа, с 2004 года проходит в ней основной курс. Участвовал в мастер-классах Наталии Гутман, Наталии Шаховской, Яноша Штаркера и др. Участник и лауреат многих международных конкурсов, в том числе обладатель третьей премии Международного конкурса имени Чайковского (Москва, 2007) и лауреат первой премии и ряда специальных призов Международного конкурса исполнителей в Женеве (2008).